# Secuestro de Picuruyacu de 1989
El secuestro de Picuruyacu ocurrió el 17 de diciembre de 1989 cuando el Partido Comunista del Perú - Sendero Luminoso tomó prisioneros a doce personas del distrito de Rupa-Rupa, provincia de Leoncio Prado, (Huánuco), Perú. El motivo del accionar fue violencia homofóbica ya que varios de los secuestrados eran varones homosexuales.

## Toma de rehenes

### Persecución a la homosexualidad
Los secuestrados eran doce personas, en los que la Comisión de la Verdad y Reconciliación (CVR) informó que se encontraban miembros de la comunidad LGBT.

Muchos de los doce secuestrados eran homosexuales.
Comisión de la Verdad y Reconciliación, CASO: 1002549.

### Secuestro
Bajo el accionar de limpieza social, Sendero Luminoso ingresó el 17 de diciembre de 1989 al poblado de Picuruyacu para secuestrar a doce hombres, quienes presuntamente eran homosexuales. Una vez capturados los doce sospechosos, fueron trasladados a la localidad La Florida en el mismo distrito de Rupa-Rupa, la CVR relata que fueron torturados, y dos de ellos fueron fusilados mediante disparos en la cabeza. Herbert Amasifuen Izquierdo, una de las víctimas mortales del secuestro, fue colgado de una soga.
Los senderistas liberaron a los sobrevivientes tiempo después.